# Кайзерслаутерн
Кайзерсла́утерн (нем. Kaiserslautern МФА: [kaɪ̯zɐsˈlaʊ̯tɐn]о файле, пфальц. Lautre) — город в Германии на юго-западе земли Рейнланд-Пфальц, на краю Пфальцского леса. В прошлом — одна из императорских резиденций («кайзерпфальцев») на территории Курпфальца. Город расположен в 459 километрах от Парижа, 117 километрах от Франкфурта-на-Майне, и 159 километрах от Люксембурга.
Между 1950 и 1955 Кайзерслаутерн превратился в крупнейшую американскую военную базу за пределами Соединённых Штатов. По этой причине Кайзерслаутерн также называют «K-город» — термин, введённый американскими военными, которые с трудом произносили название города. Военное сообщество Кайзерслаутерна (КИК) представляет собой комбинированные части, состоящие из армии и военно-воздушных сил. В Кайзерслаутерне проживает 102 236 человек. В самом городе и его окрестностях (Landkreis Kaiserslautern) проживают приблизительно 45 000 НАТОвских военных (в основном, американцев), которые фактически составляют временное население Кайзерслаутерна и привносят в экономику города до 1 миллиарда долларов США.
Также город знаменит своим университетом и промышленностью. Футбольная команда «Кайзерслаутерн», за которую выступал Фриц Вальтер, — неоднократный чемпион Германии, причём это самый маленький по населению город, чей футбольный клуб становился чемпионом Германии, и единственный город, чей футбольный клуб выиграл чемпионство Бундеслиги в год своего выхода в неё из более низшего дивизиона.

## Город и достопримечательности
На сегодняшний день Кайзерслаутерн — современный центр информационных и коммуникационных технологий, и, одновременно с этим, располагает широко известным университетом, техническим колледжем и множеством исследовательских институтов, расположенных по всему городу.
Палатинская галерея, датированная 1874 годом, предлагает к обзору живопись и скульптуру периода с XIX века по сегодняшний день.
Здание городской администрации (нем. Rathaus Kaiserslautern) — одно из самых высоких зданий округа; оно расположено в самом центре города. Из бара и кофейни на верхнем этаже открывается панорамный вид на город и окружающие его сельские предместья. В настоящее время самым высоким зданием в городе является Мариенкирхе, здание католической церкви. Телевизионная башня, являющаяся самой высоким нежилым строением, могла бы стать самым высоким строением города, однако находится не в Кайзерслаутерне, а в юго-западном предместье города — Дансенберге.
Обширные ботанические сады также включают в себя прекрасный японский сад (нем. Japanischer Garten), считающийся крупнейшим по размеру в Европе. Другой достопримечательностью города является Вашмюле (нем. Waschmühle) — огромный 160-метровый плавательный бассейн.
В городе существуют несколько торговых зон, которые открыты только для пешеходов, с бесчисленными и разнообразными ресторанами и барами. Такие зоны располагаются в центре города (нем. Altstadt — «Альтштадт»), окружая его со всех сторон. В Альтштадте располагается одна из достопримечательностей центра города — «Кайзербрюннен» (нем. Kaiserbrunnen) — большой и богато украшенный фонтан, в деталях орнамента которого представлены различные моменты истории и культуры Кайзерслаутерна.

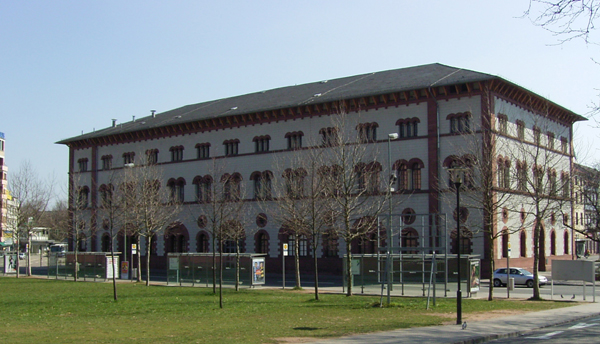
Фруктовый склад. Вид с севера.
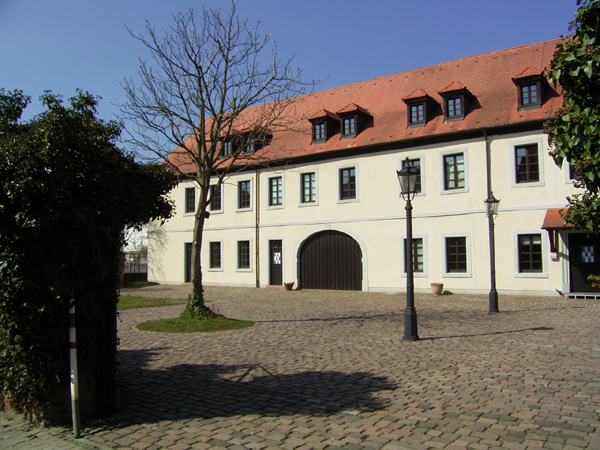
Вадгассерхоф
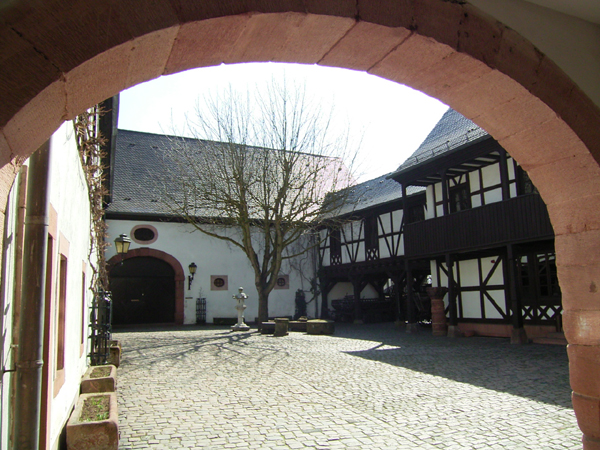
Музей Теодора Цинка — редко встречающийся в архитектуре образец четырёхстороннего двора.
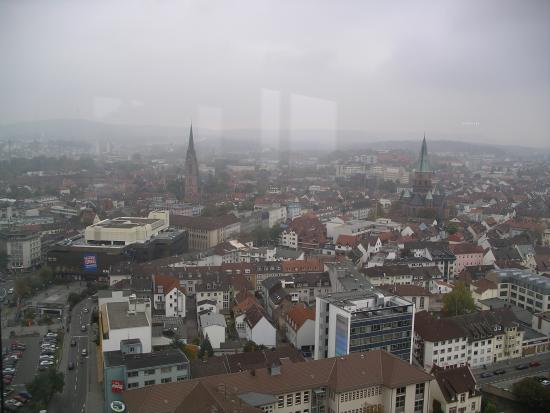
Центр Кайзерслаутерна. Вид с верхних этажей здания городской администрации.
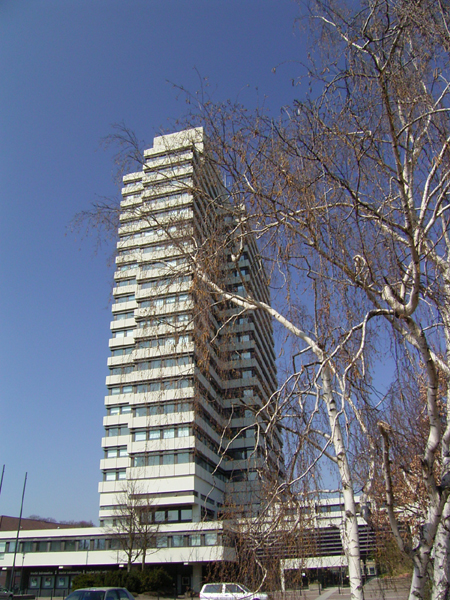
Ратуша с гостиницей и смотровой площадкой на высоте 84 м.
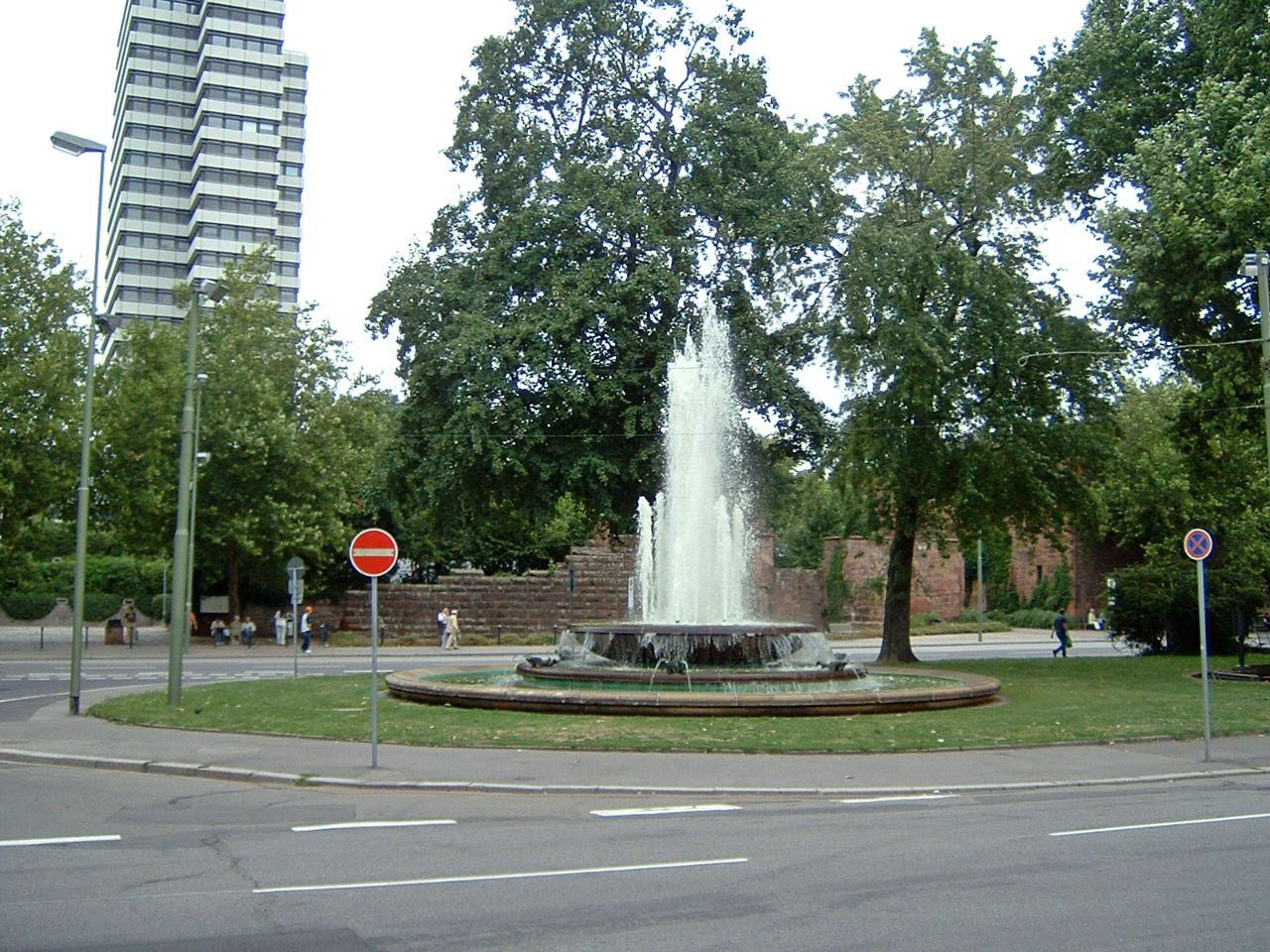
Фонтан «Факель».

### Условия
Город лежит в климатической зоне, стандартной для Германии. Средняя температура воздуха в городе, °C:
| Месяц | Январь | Февраль | Март | Апрель | Май | Июнь | Июль | Август | Сентябрь | Октябрь | Ноябрь | Декабрь |
| макс. | 4      | 5       | 10   | 13     | 19  | 22   | 25   | 25     | 20       | 15      | 9      | 5       |
| мин.  | −1     | −2      | 2    | 3      | 8   | 12   | 14   | 13     | 9        | 6       | 3      | 1       |

## История

### Доисторические культуры
Доисторические поселения в районе современного города обнаружены в слоях, датированных примерно 800 гг. до н. э. Некоторые фрагменты кельтской культуры 2500-летней давности обнаружены в районе города Брухмюльбах-Мизау, на 29 километров западнее Кайзерслаутерна. Обнаруженные и восстановленные древности в настоящее время находятся в Музее Истории Пфальцграфства в Шпайере.

### Средневековье
Кайзерслаутерн получил своё название от излюбленного места охоты императора Фридриха I Барбароссы, который правил Священной Римской империей с 1155 до 1190 гг. Маленькая речка Лаутер дала начало старой части Кайзерслаутерна — острову в Средневековье. Развалины замка Фридриха Барбароссы, построенного в 1152—1160 годы, в настоящее время доступны к обозрению перед городской ратушей (нем. Rathaus). Второй замок, Нанштайн, был построен в Ландштуле для защиты западных рубежей города. Из-за влияния на его историю и культуру Фридриха Барбароссы город в настоящее время имеет прозвище «Барбаросса-таун».
Штифткирхе — старейшая церковь Кайзерслаутерна, была сооружена в 1250—1350 гг. По мере роста населения города король Рудольф I (фон Габсбург) обозначил границы города и нанес его на карту — это произошло в 1276 г. Церковь Св. Мартина была построена в 1300—1350 гг. монахами-католиками. В настоящие дни часть подлинной городской стены по-прежнему стоит на подворье церкви.
В 1375 г. город Кайзерслаутерн перешёл во владение пфальцграфов рейнских из династии Виттельсбахов.

### Эпоха Реформации
В 1519 году Франц фон Зиккинген стал владельцем близлежащего к городу замка Нанштайн. Он становится протестантом, убежденным сторонником изменений государственной и общественной жизни по принципам Мартина Лютера, и в 1522 Нанштайн был твердыней всех местных дворянских особ, ратующих за Реформацию. Зиккинген и местные феодалы начинают свой военный поход против архиепископа Трирского, надеясь на благосклонность плебса, однако народ не поддерживает их, считая поход плодом исключительно личной ненависти Зиккингена к архиепископу. Осада Трира оканчивается неудачно, и армия Зиккингена возвращается в Нанштайн. После этого последовала осада Нанштайна вооруженной пушками армией католиков, в результате которой замок сдается. Зиккинген получает смертельное ранение вскоре после сдачи замка и умирает. Впоследствии протестантская часть Палатинатского электорала подавляется католическими принцами.
Граф палатинатского электорала Иоганн-Казимир появляется в Кайзерслаутерне во времена Тридцатилетней войны (1618—1648).
Тяжелые времена испанской оккупации 1621—1632 годов закончились, когда подошедшая шведская армия освободила регион. Однако уже в 1635 году хорватские войска в подчинении австрийского императора вошли в Кайзерслаутерн и в ходе трехдневной жестокой резни убили 3000 из 3200 человек населения городка. Ландштуль был спасен от такой участи тем, что сдался без боя.

### От Возрождения до XX века
После заключения Вестфальского мира в 1648 году проблемы Кайзерслаутерна не окончились. Принц-электор Пфальца приказал уничтожить все замки своего региона — включая Нанштайн. В 1686—1697 гг. французы повторно оккупируют район Кайзерслаутерна и сам город. Так или иначе, после Утрехтского договора подданство Кайзерслаутерна как части Палатината было восстановлено. В XVIII столетии Палатинат являл собой поле брани между французскими и германскими войсками, принадлежащими к разным государствам и державам в разные периоды времени. Так, в 1713 французы разрушили замок Барбароссы и башни городской стены. В 1793 году под городом произошло крупное сражение между прусско-саксонскими и французскими войсками. С 1793 года и до поражения Наполеона в битве при Ватерлоо в 1815 году район вновь был под французским владычеством. После падения наполеоновской Франции, после 1815 года Кайзерслаутерн и весь Палатинат становятся Баварской провинцией, в котором качестве и пребывают до 1918 года. После Первой мировой войны французские войска снова оккупировали Палатинат на несколько лет.

### Вторая мировая война и после неё
Во время Второй мировой войны более 60 процентов города Кайзерслаутерн было уничтожено в результате бомбежек авиации союзников. Основными целями наносимых ударов были железнодорожные пути и некоторые главные дороги данного района. Самые жестокие бомбовые удары были нанесены городу 7 января, 11 августа и 28 сентября 1944 года. Кладбищенская стена напротив казарм «Kleber Kaserne» до сих пор сохраняет следы этих ударов и осколков бомб.
20 марта 1945 года, в тот момент, когда последние части из числа 1-й группы армий США под командованием Омара Брэдли пересекали Рейн, 80-я дивизия США и 319-я пехотная дивизия США — части 3-й армейской группы США под командованием Джорджа Паттона без сопротивления захватили город Кайзерслаутерн. Для данного региона это означало конец войне, однако до государственной реформы 1948 года в регионе существовали небольшие очаги сопротивления. Восстановление экономики началось в 1952 году, когда создание крупного гарнизона американских войск повлекло за собой рост финансово-экономического уровня региона.
В городе располагается технический университет, технический колледж и несколько международных научно-исследовательских институтов, расположенных по всему городу.
Самое высокое здание в центре города — Мариенкирхе, католическая церковь, в то время как самая высокая структура во всем районе Кайзерслаутерна — телевизионная башня в пригороде Dansenberg. Она расположена к юго-западу от центра города.
В Кайзерслаутерне есть большой ботанический сад в японском стиле. Другой необычной особенностью является Waschmühle — огромный 160-метровый общественный бассейн, который является крупнейшим в Европе. Есть несколько пешеходных зон, включающих в себя магазины с многочисленными и разнообразными ресторанами и барами, расположенными в центре города, окружающие Старый город (Альтштадт). В Альтштадте расположен «Kaiserbrunnen», большой декоративный фонтан, с символами истории города.

## Политика

### Руководители города
- 1789—1800: Людвиг Шоффер (Ludwig Schoefer)
- 1811—1813: Шарль Август Люффт (Charles Auguste Lufft)
- 1814—1826: Даниэль Хуммель (Daniel Hummel), из них 1814—1817 руководил с титулом «обербюргермейстер»
- 1826—1834: Карл Шпет (Carl Spaeth)
- 1835—1850: Адам Вебер (Adam Weber)
- 1850—1852: Валентин Якоб (Valentin Jacob)
- 1852—1853: Карл Орт (Carl Orth)
- 1853—1857: Адриан Плетш (Adrian Pletsch)
- 1858—1864: Филипп Хак (Philipp Hack)
- 1864—1869: Жан (Иоганн) Гельберт (Jean (Johann) Gelbert)
- 1870—1874: Карл Холе (Carl Hohle)
- 1875—1883: Луи (Людвиг) Гёрг (Louis (Ludwig) Goerg)
- 1883—1884: Йозе фон Ноймаер (Jose von Neumayer)
- 1885—1889: Карл Холе (Carl Hohle)
- 1890—1894: Йозе фон Ноймаер (Jose von Neumayer)
- 1895—1905: Доктор медицины Теодор Орт (Dr. med. Theodor Orth)
- 1906—1918: Ханс Кюфнер (Hans Küfner)
- 1918—1932: Франц Ксавьер Бауманн (Franz Xaver Baumann)
- 1932—1938: Ханс Вайсброд (Hans Weisbrod)
- 1938—1945: Рихард Имбт (Richard Imbt)
- 1945—1956: Алекс Мюллер (Alex Müller)
- 1956—1967: Вальтер Зоммер (Walter Sommer)
- 1967—1979: Ханс Юнг (Hans Jung)
- 1979—1989: Тео Вондано (Theo Vondano)
- 1989—1999: Герхард Пионтек (Gerhard Piontek)
- 1999 — 31 августа 2007 Бернгард Дойбуг (Bernhard J. Deubig)
- 2007 — 31 августа 2023: Клаус Вейхель (Klaus Weichel)
- С 1 сентября 2023: Беата Кимель (Beate Kimmel)

### Городской совет
В Городском совете по выборам 13 июля 2004 места распределились следующим образом:
1. Социал-демократическая партия Германии (SPD) 37,1 % (+0,8) — 19 мест (-1)
2. Христианско-Демократический союз (CDU) 37,0 % (-9,9) — 19 мест (-8)
3. Союз 90/Зелёные 8,3 % (+3,6) — 4 места (+1)
4. FWG 7,6 % (+2,9) — 4 места (+4)
5. Свободная демократическая партия Германии (FDP) 6,4 % (+2,3) — 4 места (+2)
6. FBU 3,7 % (+3,1) — 2 места (+2)

### Города-побратимы
| - Дэвенпорт, Айова, США - Дузи, Франция - Сен-Квентин, Эна, Франция - Ньюхэм (Лондон), Великобритания - Бункьё-ку, район Токио, Япония | - Бранденбург-на-Хафеле, Бранденбург, Германия - Плевен, Болгария - Колумбия, Южная Каролина, США - Силькеборг, Дания - Гимарайнш, Португалия | - Баня-Лука, Босния и Герцеговина - Битола, Республика Македония - Игуалада, Испания - Ротерхэм, Великобритания |

## Наука
Университет Кайзерслаутерна был основан 13 июля 1970 года и состоит из 12 факультетов. Раньше этот ВУЗ был частью Университета Трира-Кайзерслаутерна. Университет стал независимым после отделения от своего партнера, университета в Трире, в 1975 году. Факультеты, которые были созданы в новом университете (в скобках, год основания): электротехники (1975), электротехники и вычислительной техники (1999), компьютерных наук (1975), Инженерный (1975), Архитектуры / регионального и экологического планирования / Гражданского строительства (1978—1979) и социально-экономических исследований (1985). Официальное название университета — Technische Universität Kaiserslautern в соответствии с новым законом о высшем образовании земли Рейнланд-Пфальц, который вступил в силу 1 сентября 2003 года.
В 2010 году в университете проходили обучение 12 510 студентов.

## Культура

### Кайзерслаутернский пфальцтеатр

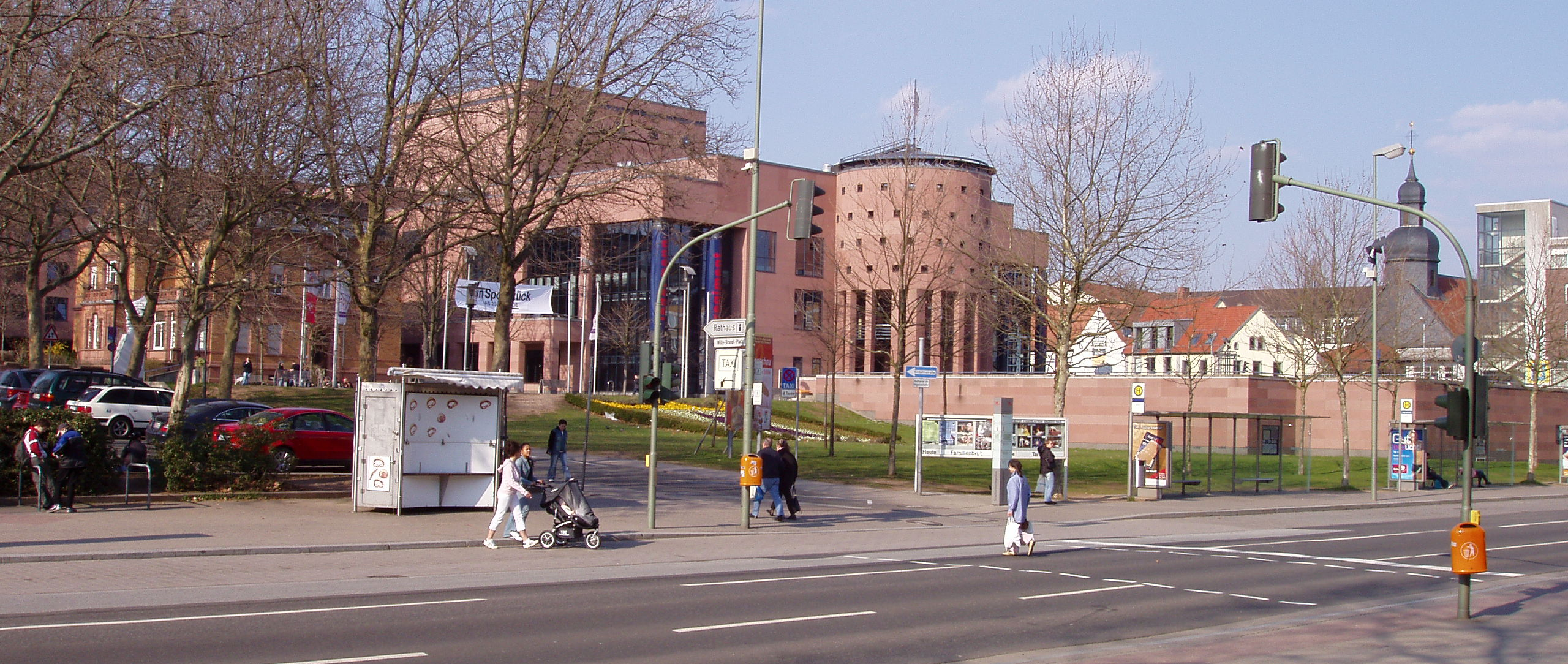
Вид на городской театр

Кайзерслаутернский пфальцтеатр (нем. Pfalztheater Kaiserslautern) даёт работу более чем 300 людям, предлагая зрителям постановки опер, пьес, балетов, концертные и музыкальные программы. Здесь прошло первое в истории Германии представление мюзикла «Вестсайдская история». Так как искусство в современной Германии находит постоянную финансовую поддержку со стороны государства, цены на билеты остаются постоянно доступными. Кайзерслаутернский пфальцтеатр выступает организатором вручения премии Else-Lasker-Schüler-Preis за заслуги в области немецкой литературы.

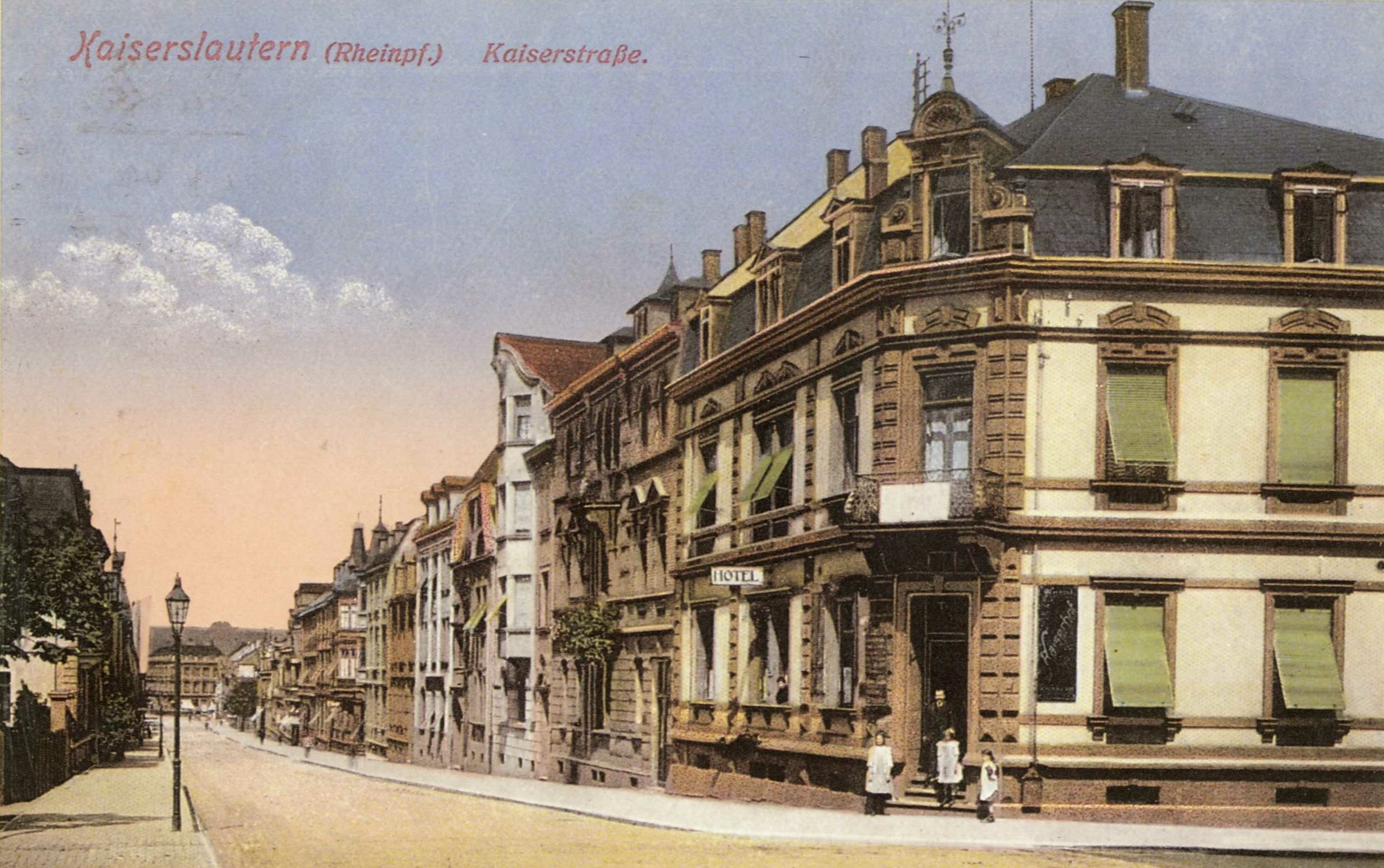
Старый Кайзерслаутерн. Вид на Кайзерштрассе

### Каммгарн
Каммгарн (от (нем. Kammgarn-Spinnerei — Фабрика камвольной пряжи) — историческая достопримечательность города. Фабрика по производству пряжи существовала долгое время, прежде чем быть превращённой в культурный центр жизни Кайзерслаутерна. В ходе ремонта здания и установки новейших звуко- и светосистем для различных шоу был сохранён исторический облик здания. В настоящее время комплекс Каммгарн стоит в ряду самых передовых и часто посещаемых концертных площадок, используемых как начинающими музыкальными группами, так и известными исполнителями джаза, рока, блюза и поп-музыки со всей Европы. В Каммгарне выступали такие всемирно признанные музыкальные звёзды, как B.B. King, Manfred Mann's Earth Band, Pat Metheny, Uriah Heep и Ян Гарбарек.

### «Немецко-русский курьер»
В Кайзерслаутерне выпускается двуязычный ежемесячный журнал «Немецко-русский курьер» («Deutsch-Russischer Kurier») — старейшее издание подобного рода в послевоенной Германии.

## Спорт

### ФК Кайзерслаутерн
Футбольный клуб «Кайзерслаутерн» основан 2 июня 1900 года путём слияния футбольных команд Germania 1896 и FG Kaiserslautern, в то время называясь FC 1900. В 1909 году клуб, в свою очередь, был объединён с клубами FC Palatia (основанным в 1901 году) и FC Bavaria (основанным в 1902 году), результат данного процесса получил название FV 1900 Kaiserslautern. В 1929 году произошло очередное слияние клубов — на сей раз с футбольным клубом SV Phönix, после чего клуб получил название FV Phönix-Kaiserslautern; окончательное название было присвоено в 1932 году.

#### Достижения
- Чемпион Германии (4): 1951, 1953, 1991, 1998
- Вице-чемпион Германии (4): 1948, 1954, 1955, 1994
- Обладатель Кубка Германии (2): 1990, 1996
- Финалист Кубка Германии: 1961, 1972, 1976, 1981, 2003

## Музеи и библиотеки
- Палатинатская Галерея Искусств (Palatinate Gallery of Art) Pfalzgalerie (художественная галерея, в основном, содержащая картины и скульптуры XIX и XX веков)
- Вадгассерхоф (Wadgasserhof)/ Музей Теодора Цинка (Theodor-Zink-Museum) (местный исторический и краеведческий музей)
- Муниципальная библиотека (Stadtbibliothek). Архивировано из оригинала 11 мая 2006 года.
- Universitätsbibliothek. Архивировано из оригинала 17 мая 2006 года. (Университетская библиотека Кайзерслаутерна)
- Hochschulbibliothek. Архивировано из оригинала 5 декабря 2006 года. (Bibliothek of Fachhochschule)
- Пфальц-библиотека (Pfalzbibliothek) — научная библиотека, содержащая, в основном, труды по истории палатината.

## Известные уроженцы и жители
- Вальтер, Фриц (1920—2002) — немецкий футболист
- Фишер Людвиг (1905—1947) — немецкий политический деятель, губернатор дистрикта Варшава в оккупированной Польше, казнённый военный преступник.
- Штейнер, Генрих (1911—2009) — немецкий художник и график-постэкспрессионист
- Zedd (Антон Игоревич Заславский) — известный музыкант, диджей и продюсер